# SEAT Córdoba WRC
SEAT Córdoba WRC – samochód WRC konstrukcji SEATa oparty na modelu Córdoba. Używał go zespół SEAT Sport w sezonach 1998-2000 Rajdowych Mistrzostw Świata. Swój debiut samochód miał podczas Rajdu Finlandii 1998. Harri Rovanperä zajął wówczas 11. pozycję, Oriol Gomez nie ukończył rajdu.
Mimo wprowadzenia kolejnych dwóch edycji samochód nie odnosił większych sukcesów na odcinkach specjalnych. Najwyższe osiągnięte lokaty to 3. miejsce Rovanpery w Rajdzie Wielkiej Brytanii 1999, 3. miejsce Gardemeistera w Rajdu Nowej Zelandii 1999 i 3. lokata Auriola w Rajdzie Safari 2000.

## Dane techniczne (Evo III)
Silnik:
- R4 2,0 l (1995 cm³), 4 zawory na cylinder, DOHC
- Turbodoładowanie Garrett/Allied Signal TR 30R
- Układ zasilania: elektroniczny wtrysk paliwa
- Stopień sprężania: 8,1:1
- Średnica cylindra × skok tłoka: 83,00 × 92,10 mm
- Moc maksymalna: 315 KM (235 kW) przy 5300 obr./min
- Maksymalny moment obrotowy: 520 N•m od 3500 obr./min

Przeniesienie napędu:
- Permanentny napęd na cztery koła
- Rozdział mocy (tył/przód): 50/50
- Skrzynia biegów: 5-biegowa manualna sekwencyjna, trojtarczowe sprzęgło węglowe
- Trzy dyferencjały aktywne

Pozostałe:
- Hamulce przód: wentylowane hamulce tarczowe, zaciski 6-tłoczkowe, śr. tarcz 380 mm
- Hamulce tył: wentylowane hamulce tarczowe, zaciski 4-tłoczkowe, śr. tarcz 304 mm
- Hamulec pomocniczy: hydrauliczny
- Zawieszenie przód: kolumny MacPhersona
- Zawieszenie tył: wahacze wleczone